# Freden i Groningen
Freden i Groningen (De Vrede van Groningen) eller Groninger Zoen (Groningens forsoning) er en fredsaftale, der bragte en ende på den store frisiske krig (1413-1422).
Traktaten blev underskrevet den 1. februar 1422 i byen Groningen og blev personligt underskrevet af de 94 stammefyrster (hoofdelingen). I 9 år havde de frisiske landområder mellem Vlie og Weser været hærget som følge af krig og tvister mellem Schieringer (en politisk gruppe) på det tidspunkt understøttet af greven af Holland, Jan van Beieren, og allierede, der bestod af Vetkopers (Fedkøbere), Gelderske parti Bronkhorsten og familien Onsta i Groningen, støttet af Ocko II tom Brok. Tidligere forsøg på at bringe en ende på fjendtlighederne mislykkedes hver gang, fordi en af parterne ikke overholdt aftalerne.
Greverne i Holland havde i århundreder hævdet suverænitet over Friesland. Friesland skulle være givet dem i len af den tyske kejser. Dette omfattede ikke kun den nuværende provins Friesland men også Ommelanden og det tyske Ostfriesland.
I slutningen af det 14. århundrede udviklede der sig i Friesland såkaldte parti tvister. Begge parter, der er kendt i Friesland og Groningen som schieringers og vetkopers, havde sjældent en fast sammensætning, de fandt let sammen, men gik lige så let fra hinanden igen. De præcise grunde til optrapningen af konflikterne er vanskeligt at afgøre, men har rødder i traditionelle fejder. Den umiddelbare årsag til den frisiske krig var en fejde mellem de indflydelsesrige østfrisiske familier Abdena og To Broke.
Den deraf følgende uro førte til, at Albrecht af Bayern så en god mulighed for at udøve sine rettigheder i Frisland. Samtidig dannedes i den tilstødende Ostfriesland kernen i et grevskab med tilknytning til slægten To Broke, som også så muligheder i urolighederne. Friesland og Groningen blev kamppladsen for vedvarende stridigheder mellem stadigt skiftende koalitioner. En klar sejr for nogen af parterne kunne det dog ikke komme til.
Med fredstraktaten var det slut med krigen. I fredsaftalen blev Lauwers angivet som vestlige grænse for det område af Jan van Beierens herlighed (det vil sige særrettigheder) blev anerkendt af To Broke. Bagefter det var forholdsvis roligt i Ommelanden og i byen Groningen skete aktivt en tilnærmelse mellem Slægt Bronkhorst og Slægt Heeckeren. I Friesland vest for Lauwers begyndte fraktionskampene mellem Vetkopers og Schieringers dog snart for alvor at blusse op igen.